# 8050 Beishida
8050 Beishida eller 1996 ST är en asteroid i huvudbältet som upptäcktes den 18 september 1996 av Beijing Schmidt CCD Asteroid Program vid Xinglong-observatoriet. Den är uppkallad efter universitetet Beishida.
Asteroiden har en diameter på ungefär 15 kilometer.